# Globarica
Globarica är ett samhälle i Bosnien och Hercegovina.   Det ligger i entiteten Federationen Bosnien och Hercegovina, i den centrala delen av landet, 70 km norr om huvudstaden Sarajevo. Globarica ligger 351 meter över havet och antalet invånare är 823.
Terrängen runt Globarica är lite kuperad, och sluttar västerut. Närmaste större samhälle är Zavidovići, 4,7 km söder om Globarica. 
I omgivningarna runt Globarica växer i huvudsak lövfällande lövskog. Runt Globarica är det ganska tätbefolkat, med 93 invånare per kvadratkilometer.